# بيتر روبنسون (شاعر)
بيتر روبنسون (بالإنجليزية: Peter Robinson)‏ هو عالم الإنجليزية وشاعر بريطاني، ولد في 18 فبراير 1953 في سالفورد في المملكة المتحدة.